# Joey Cheek
William Joseph „Joey“ Cheek (* 22. června 1979 Greensboro, Severní Karolína) je bývalý americký rychlobruslař.
V roce 1997 poprvé startoval na Mistrovství světa juniorů (13. místo), na začátku roku 2000 se premiérově představil v závodech Světového poháru. Na seniorských šampionátech debutoval rovněž v roce 2000 – 18. místo ve sprintu a 20. místo na 1000 m. Startoval na Zimních olympijských hrách 2002, kde získal bronzovou medaili na trati 1000 m, na patnáctistovce byl čtvrtý a na distanci 500 m šestý. O rok později se na sprinterském světovém šampionátu umístil na čtvrté příčce, z Mistrovství světa na jednotlivých tratích si toho roku přivezl dva bronzy ze závodů na 1000 m a 1500 m. Další bronzovou medaili získal na Mistrovství světa ve sprintu 2005. Největších úspěchů dosáhl v následující sezóně, kdy zvítězil na světovém sprinterském šampionátu a na zimní olympiádě 2006 vybojoval zlato na trati 500 m a stříbro na trati 1000 m (dále byl devátý v závodě na 1500 m). Po sezóně 2005/2006 ukončil sportovní kariéru.